# 国立自然科学博物館

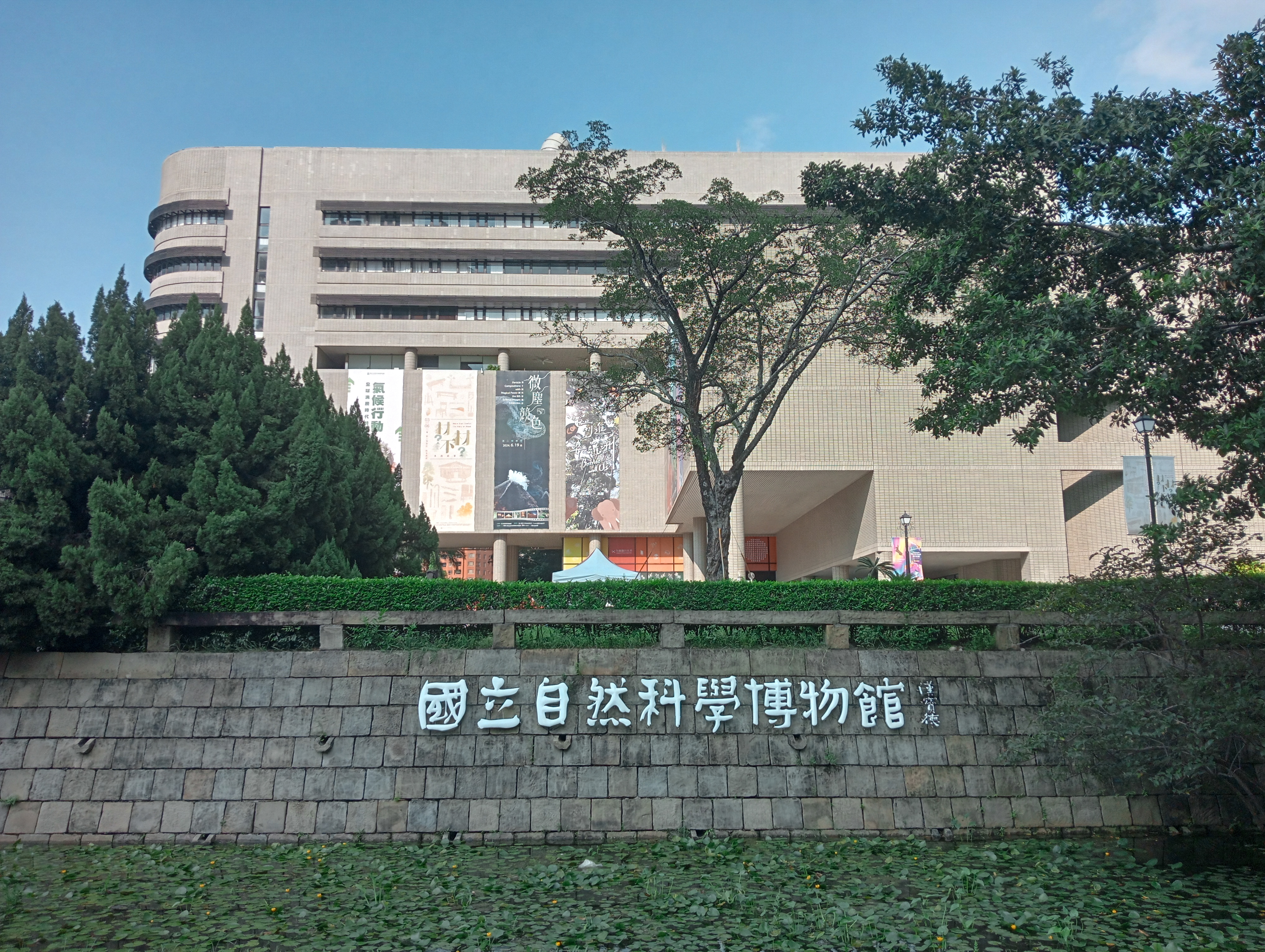
国立自然科学博物館（台中市）

国立自然科学博物館（こくりつしぜんかがくはくぶつかん、中国語: 國立自然科學博物館）は、台湾・台中市北区にある中華民国の国立自然史博物館である。年間の観客数は、国立故宮博物院に次いで多く、国立台湾博物館より多い。

## 概要
国立自然科学博物館は89,000平方メートルの敷地に、科学センター、宇宙劇場（プラネタリウム）、生命科学部、人間文化部、地球環境部、植物園で構成されている。 博物館の研究収集部門は、動物学、植物学、地質学、人類学の部門に分かれて、収集を行っている。
建築家で教育者の漢宝徳（漢寶德）が12年の歳月をかけて計画したもので、彼は1987年に最初の博物館長に任命され、1995年まで務めている。

## 歴史
1980年、台湾政府は博物館の建設計画を発表した。1986年の元旦には、科学センター、宇宙劇場（プラネタリウム）、管理事務所、屋外グラウンドなどが第1期工事として完成した。第2段階は1988年8月に完了し、第3段階と第4段階は1993年8月に完了した。1999年には、博物館の標本数は551,705点に増加した。

## 参照項目
- 台湾の博物館一覧（中國語 & 英語)